# Вивервил (Калифорнија)
Вивервил (енгл. Weaverville) насељено је место без административног статуса у америчкој савезној држави Калифорнија.

## Демографија
По попису из 2010. године број становника је 3.600, што је 46 (1,3%) становника више него 2000. године.
| Група             | 2000.         | 2010.         |
| Белци             | 3.166 (89,1%) | 3.031 (84,2%) |
| Афроамериканци    | 9 (0,3%)      | 11 (0,3%)     |
| Азијати           | 25 (0,7%)     | 41 (1,1%)     |
| Хиспаноамериканци | 154 (4,3%)    | 255 (7,1%)    |
| Укупно            | 3.554         | 3.600         |